# Metro de Ámsterdam
El Metro de Ámsterdam (Idioma neerlandés: Amsterdamse Metro) es un sistema de ferrocarril metropolitano ubicado en la ciudad de Ámsterdam, capital de los Países Bajos, y en parte de los cercanos municipios de Amstelveen, Diemen y Ouder-Amstel. El servicio es de propiedad de la Ciudad de Ámsterdam, pero es opertado por la Gemeentelijk Vervoerbedrijf, compañía encargada del servicio de transporte local que además incluye tranvías, ferries y buses.

## Características
El sistema cuenta con cinco líneas,  tres de las cuales parten de la Estación Central de Ámsterdam (Ámsterdam Centraal). Las líneas 53 y 54 conectan el centro amsterdamés con el sudeste y las localidades de Diemen y Duivendrecht, mientras que la línea 51 conecta la estación central y el centro con la estación Isolatorweg por un anillo inacabado. La línea 50, que rodea parte de la ciudad, conecta el sudeste con el oeste sin cruzar el centro histórico. La línea 52, discurre en sentido norte-sur y permite conectar el sector norte de Ámsterdam con el centro y con Estación de Ámsterdam Zuid.
El sistema de metro usa trocha estándar con una conexión a tercer riel de 750 voltios de corriente continua.  
El metro de Ámsterdam fue uno de los primeros sistemas de transporte de los Países Bajos que admitió la tarjeta sin contacto OV-chipkaart  como forma de pago, en 2006. Desde agosto de 2009, esta constituye la única forma de pago, ya que el sistema de boletos strippenkaart dejó de poderse utilizar en el metro en esa fecha (aunque pudo seguir siendo utilizada en otros tipos de transporte público hasta noviembre de 2011).

## Red de metro
| Línea | Logotipo | Estaciones         | Estaciones  | Apertura | Estaciones | Pasajeros (2009) |
| ----- | -------- | ------------------ | ----------- | -------- | ---------- | ---------------- |
| 50    |          | Isolatorweg        | Gein        | 1997     | 20         | 100.200          |
| 51    |          | Ámsterdam Centraal | Isolatorweg | 2018     | 21         |                  |
| 52    |          | Noord              | Zuid        | 2018     | 8          |                  |
| 53    |          | Ámsterdam Centraal | Gaasperplas | 1977     | 14         | 60.600           |
| 54    |          | Ámsterdam Centraal | Gein        | 1977     | 15         | 73.500           |

### Estaciones
| Línea 50 De poniente a oriente | Línea 51 De poniente a oriente | Línea 52 De poniente a oriente | Línea 53 De poniente a oriente | Línea 54 De poniente a oriente |
| - Westerpark - Isolatorweg - Sloterdijk - De Vlugtlaan - Jan van Galenstraat - Postjesweg - Lelylaan - Heemstedestraat - Henk Sneevlietweg - Amstelveenseweg - Zuid - RAI - Overamstel - Van der Madeweg - Duivendrecht - Strandvliet - Bijlmer Arena - Bullewijk - Holendrecht - Reigersbos - Gein - Gein Zuid - Nigtevechtsepad - Aetsveldseweg - Aetsveld - Weesp Centrum - Weesp - Lange Muiderweg - Texaco - Zuidpolderweg - Muiderberg - Almere Poort | - Westerpark - Isolatorweg - Sloterdijk - De Vlugtlaan - Jan van Galenstraat - Postjesweg - Lelylaan - Heemstedestraat - Henk Sneevlietweg - Amstelveenseweg - Zuid - RAI - Overamstel - Spaklerweg - Amstel - Wibautstraat - Weesperplein - Waterlooplein - Nieuwmarkt - Centraal Station - Houthavens - Tuttifruttidorp - Molenwijk - Zuideinde - Oostzaan - Noordeinde - Kogerveld - Het Kalf - Oud Koog - Zaandijk | - Nieuw Vennep - Spoorzicht - Toolenburg Zuid - Hoofddorp - Schiphol Airport - Badhoevedorp - Sloten - Nieuw Sloten - Park Haagseweg - Olympisch Stadion - Zuid - Europaplein - De Pijp - Vijzelgracht - Rokin - Centraal Station - Noorderpark - Noord - Termieterweg - Het Schouw - Broek in Waterland - Markgouw - Katwoude - Zedde - Volendam | - Isolatorweg - Westerpark - Centraal Station - Nieuwmarkt - Waterlooplein - Weesperplein - Wibautstraat - Amstel - Spaklerweg - Van der Madeweg - Venserpolder - Diemen Zuid - Verrijn Stuartweg - Ganzenhoef - Kraaiennest - Gaasperplas - Gein - Abcoude - Piusschool - Broekzijdselaan - Paddenburg - Van Voorthuijsenhof - Polderweg - Winkeldijk - Botshol - Waver - Nessersluis - Uithoorn - Legmeer - Legmeerdijk - Zwarteweg - Aalsmeerderweg - Molenweg - Schiphol-Rijk - Schiphol Airport | - Centraal Station - Nieuwmarkt - Waterlooplein - Weesperplein - Wibautstraat - Amstel - Spaklerweg - Van der Madeweg - Duivendrecht - Strandvliet - Bijlmer ArenA - Bullewijk - Holendrecht - Reigersbos - Gein - Gein Zuid |